# Комплекс загальноосвітніх шкіл № 2 імені Маркіяна Шашкевича в Перемишлі
Комплекс Загальноосвітніх Шкіл № 2 ім. Маркіяна Шашкевича в Перемишлі — комплекс шкіл в Перемишлі (Польща) з українською мовою навчання. У склад комплексу входить дитячий садок,  початкова школа, гімназія та загальноосвітній ліцей.

## Історія
Семикласну школу ім. Маркіяна Шашкевича заснували в 1911 році, у соті роковини від дня його народження за ініціативою Братства ім. св. Миколая в Перемишлі та Українського педагогічного товариства. Шкільний триповерховий будинок постав при вул. Смольки, на ділянці, що належала Братству. Школу значною мірою утримував австрійський уряд, який оплачував вчителів, натомість утримання будинку та інші витрати належали Українському педагогічному товариству. У тому часі в школі навчалось приблизно 250 учнів.
У міжвоєнному періоді в семикласній школі та чотирьох додаткових відділеннях навчалось більше 500 дітей, а працювало десятьох вчителів на державних посадах, один на контрактній основі, один викладач закону, чотирьох було з інших шкіл. Їх оплачував гурток Товариства «Рідна школа» з учнівських оплат. Школа ніколи не була державною.
Під час радянської окупації Перемишля в 1939-1941 рр. школу змінили на школу ім. Івана Франка. Після 28 червня 1941 року, коли німецькі війська зайняли правобережний Перемишль, у будинку знаходилася військова лікарня.
Потім однак дозволили українцям відкрити початкову школу, а також загальноосвітню і торгову гімназію. Узимку 1941/42 та 1942/43 протягом багатьох тижнів школи були закритими. Причинами були: брак опалення, епідемія висипного тифу. У 1944 році всі освітні об'єкти зайняли на військові цілі.
Після Другої світової війни навчання в школі почалось нормально, тобто 1 вересня 1944 року — розпочала знову діяльність початкова школа з українською мовою навчання, в якій навчалось 452 дітей (235 дівчат і 217 хлопців). 15 жовтня 1945 року школу закрили у зв'язку з початком переселень українського населення з Польщі до УРСР.
Повторні намагання відкрити школу з українською мовою навчання почались 1990 року, 1 червня 1991 Відділ освіти ухвалив рішення про відкриття Початкової школи № 17 в Перемишлі з українською мовою навчання, виділивши їй той сам будинок, по вул. Смольки 10, а 8 листопада школі повернули ім'я Маркіяна Шашкевича.
У першому навчальному 1991/1992 році почали навчання в класі «0» та I—VII класах, натомість рік пізніше була це уже восьмикласна школа з садком. 1 вересня 1995 постав Загальноосвітній ліцей з українською мовою навчання.